# チューブパニック
『チューブパニック』(TUBE PANIC)とは、1984年に日本物産（ニチブツ）から発売されたアーケードゲーム。
キャッチコピーは「画面の全てがコンピュータ・グラフィックス圧倒的な美しさとパワーで迫るレーザーディスクを超えたニュー3Dゲーム」。

## 概要
敵や障害物などを破壊したり避けながら突き進む擬似3Dシューティングゲームである。企画・作曲は高木一郎。本作中のすべてのドット絵は藤原茂樹がデザインしている。業界で初めてゲーム基板に回転機能を持たせ、ナムコやセガなどから技術面で注目された。

### ストーリー
果てしなく続くミステリーゾーンに突入！！不気味に潜む敵艦隊、コマンドシップで急襲せよ！！チューブ網を突破し、母艦を目指せ。

### 操作方法
1レバー＋1ボタン（ショット）。レバー左右で平行移動、レバー上下でスピードの加減を行う。ショットボタンで敵を攻撃。

## 開発エピソード

### 業界初の回転機能
本作の開発期間は3ヶ月しかなく、当初はすべてのキャラクターの絵を5度ずつ回転させたドット絵を描くことを求められていたが、そうするとそれぞれの絵に対して18パターンずつ必要になってしまう。これでは開発期間に間に合わないと判断した藤原が、基板の設計を担当していたエンジニア（エンディングのスタッフ紹介にも載っている「S.MIYOSHI」という人物）にハードウェアで回転できないか頼み込んだところ、業界初の回転機能が実現した。
ちなみに、藤原によるとそのエンジニアは朝などに会社にいることが少なく、社内でもどんな人物かはよく知られていなかったが、とにかく仕事がすごく、天才肌で、無理難題も「無理、できない」と絶対に言わずにとりあえずでも実行に移すポリシーであり、それが当時不可能と思われていた技術を実現に至らせたという。さらに、チューブの奥に行くほど円形に暗くなる表現も、同様に頼み込んでハードウェアで実現している。
本作の基板は、直前に同社から発売された『ローラージャマー』（拡大縮小機能を備える）があまり売れずに余った基板をベースに用いており、それにチップを追加することで実現している。

### 「開発元がフジテック」説
本作のタイトル画面には「©1984 FUJITEK」というクレジットが表記されているため、エレベーターメーカーのフジテックとの共同開発と誤解されることがあるが、本作の開発はすべて日本物産が行っている。なお、エレベーターメーカーのフジテックの社名表記は「FUJITEC」であり、本作のタイトル画面の表記とは異なる。また、2020年に配信開始された初の移植版（アーケードアーカイブス）では「©1984 FUJITEK」の表記は削除されている。

## 移植
| No. | タイトル         | 発売日        | 対応機種        | 開発元   | 発売元     | メディア                              | 型式 | 売上本数 | 備考 |
| --- | ---------------- | ------------- | --------------- | -------- | ---------- | ------------------------------------- | ---- | -------- | ---- |
| 1   | チューブパニック | 2020年4月23日 | Nintendo Switch | 日本物産 | ハムスター | ダウンロード (アーケードアーカイブス) | -    | -        |      |
| 2   | チューブパニック | 2020年5月7日  | PlayStation 4   | 日本物産 | ハムスター | ダウンロード (アーケードアーカイブス) | -    | -        |      |

## スタッフ
- DIRECTED : H.KITABATA
- PLANNED : 高木一郎 - 『ジッピーレース』を担当後アイレムから移籍して携わったが、すぐに退社したため日本物産での唯一の担当タイトルとなった[2]。
- HARDWARE : S.MIYOSHI
- PROGRAMMED : K.YAMADA
- SOUND : 高木一郎、山田良一
- ART WORK : 藤原茂樹